# Cala Carbó (Eivissa)
Cala Carbó és una cala de l'illa d'Eivissa, al municipi de Sant Josep de sa Talaia. Es troba a 22 km d'Eivissa i a 8 km de Sant Josep, al nord de cala d'Hort i al sud de cala Vedella. El topònim carbó s'explica per l'explotació de la fusta que en feien els carboners.
La cala és un entrant de mar en forma d'arc, de 80 m d'amplada a la bocana. L'entorn és natural, pròxim al puig Pelat (245 m d'altitud) i a la urbanització homònima.
La sorra és de gra gros i color clar. El fons és de sorra, còdols i algues. El desnivell és suau amb 1 m de profunditat als 25 m mar endins. Està orientada a l'oest, exposada als vents de l'oest i nord-oest, però les aigües són molt tranquil·les.
A la zona de la cala s'hi troba s'Escull Roig.